# Хеме
Хеме (њем. Hemme) општина је у њемачкој савезној држави Шлезвиг-Холштајн. Једно је од 115 општинских средишта округа Дитмаршен. Према процјени из 2010. у општини је живјело 526 становника. Посједује регионалну шифру (AGS) 1051047.

## Географски и демографски подаци
Хеме се налази у савезној држави Шлезвиг-Холштајн у округу Дитмаршен. Општина се налази на надморској висини од 2 метра. Површина општине износи 16,5 km². У самом мјесту је, према процјени из 2010. године, живјело 526 становника. Просјечна густина становништва износи 32 становника/km².

## Међународна сарадња
| Мјесто   | Држава    | Врста сарадње | Од    |
| -------- | --------- | ------------- | ----- |
| Делфзијл | Холандија | партнерство   | 1991. |
| Извор    |           |               |       |